# بيروزا كانافيزي
بيروزا كانافيزي هي بلدة في مدينة تورينو الحضرية في المنطقة الإيطالية بيدمونت ، وتقع حوالي 40 على بعد كم شمال شرق تورينو.
تقع بيروزا كانافيزي على حدود البلديات التالية : Pavone Canavese و Romano Canavese و San Martino Canavese و Scarmagno .